# Shigeji Kaneko
Shigeji Kaneko (em japonês:  金子繁治, 13 de agosto de 1931 – 2 de janeiro de 2016) foi um pugilista japonês durante a década de 1950. Ele lutou com Gabriel Elorde quatro vezes, vencendo todas elas. Ele também era um promotor de boxe a partir da década de 1980 até o início da década de 2000.
Shigeji morreu de paralisia supranuclear progressiva aos 84 anos de idade no dia 2 de janeiro de 2016 em Tóquio.